# Nome des Deux Divinités

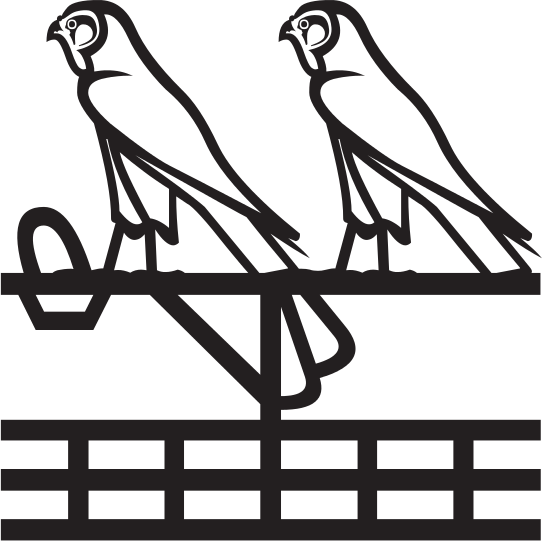
Hiéroglyphe symbole du nome.

Le nome des Deux Divinités (Nṯr.wy en égyptien) est l'un des quarante-deux nomes (division administrative) de l'Égypte antique. C'est l'un des vingt-deux nomes de la Haute-Égypte et il porte le numéro cinq.

## Nom du nome
Le nome est mentionné pour la première fois dans la tombe du fils du roi Netjeraperef à Dahchour, qui date de Snéfrou.
La lecture du nom du nome est contestée en égyptologie et s'écrit avec deux faucons. Le hiéroglyphe d'un faucon peut être lu de différentes manières :
- « Her/Hor » (Ḥr), c'est-à-dire le dieu Horus ; le nom se lirait donc « Herouy » (Ḥr.wy), ce qui se traduit par les « Deux Horus »,
- « Bik » (Bjk), c'est-à-dire le « Faucon » ; le nom se lirait donc « Bikouy » (Bjk.wy), ce qui se traduit par les « Deux Faucons »,
- « Netjer » (Nṯr), c'est-à-dire le « Dieu / la Divinité » ; le nom se lirait donc « Netjerouy » (Nṯr.wy), ce qui se traduit par les « Deux Dieux / Divinités », ces deux dieux renvoyant alors probablement à Horus et Seth.

## Géographie
Ce nome faisait près de 31 km de long selon la liste des nomes de Sésostris Ier. Le nome était situé entre le nome du Sceptre (4e) au sud et le nome du Crocodile (6e) au nord,.
Ce nome est situé au niveau de la courbure du Nil, faisant de Coptos le site de la région le plus proche à vol d'oiseau de la mer Rouge. De plus, cette ville est le débouché du Ouadi Hammamat, voie directe vers les ressources minérales et aurifères du désert orientale ainsi que vers la mer Rouge avec deux routes menant l'une vers le port de Myos Hormos, l'autre plus au sud, vers le port de Bérénice).

## Histoire

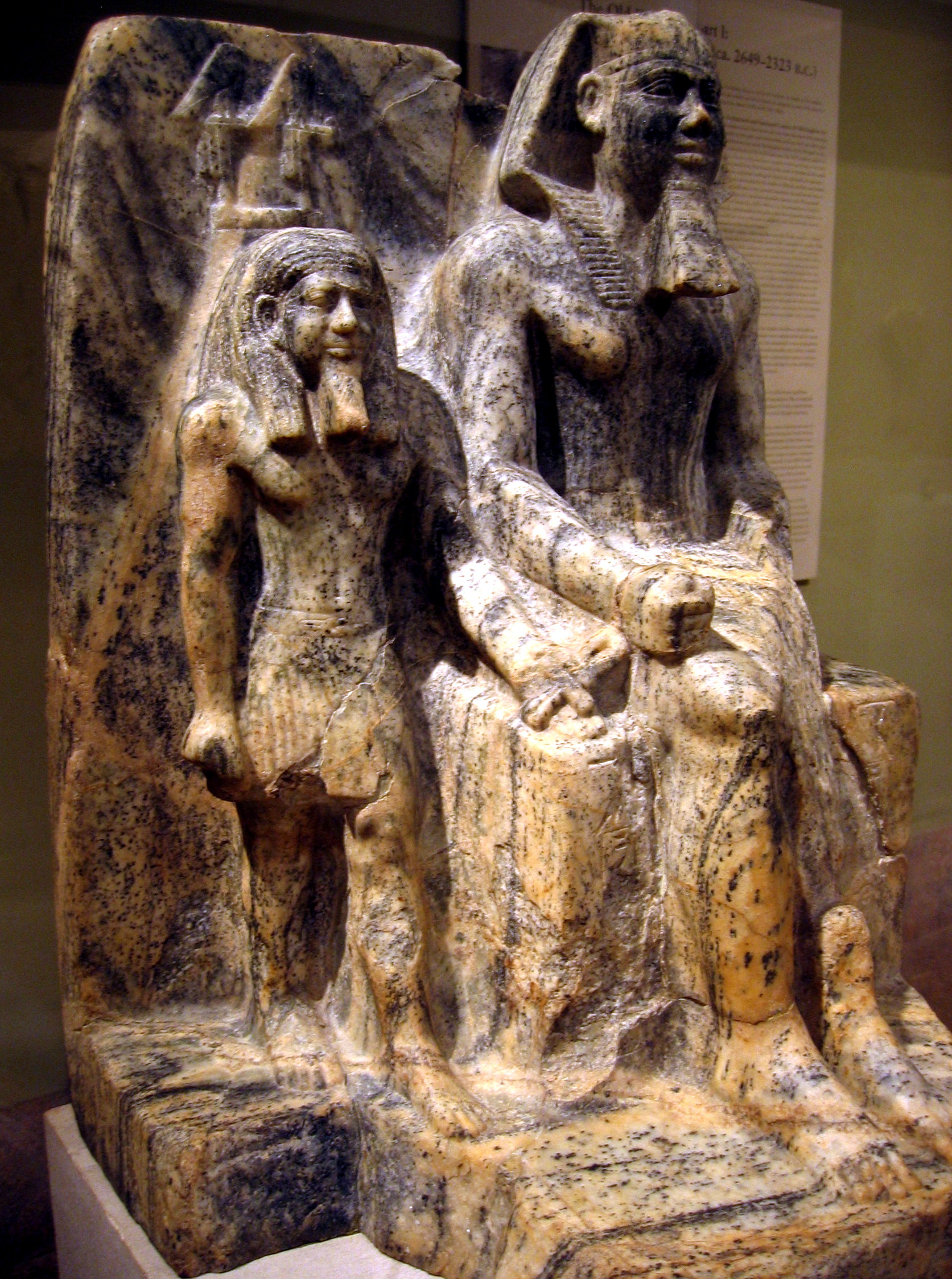
Le roi Sahourê (à droite) avec le nome déifié (en arrière plan à gauche).

La région était le lieu de l'un des trois proto-royaumes de Haute-Égypte, avec ceux centrés sur Nekhen et Thinis-Abydos. En effet, un important cimetière prédynastique a été découvert à Nagada, attestant d'un développement important dès la période Nagada I. Cependant, l'utilisation de ce cimetière par les élites locales semble s'arrêter au cours de Nagada III, probablement suite à l'annexion du territoire par l'un des deux autres proto-royaumes. Pendant la période thinite, le site de Nagada s'efface au profit d'un autre site situé un tout petit peu plus au nord et qui sera nommé par les anciens Égyptiens « Noubet » (Nwb.t), l'Ombos des Grecs. 
Coptos (« Gebtyou », Gbtyw en ancien égyptien), situé en face de Nagada, est l'autre grand site du nome, et assez ancien également (le site semble habité depuis Nagada III), comme l'attestent les fameux colosses de Min. Ce site, situé au débouché du Ouadi Hammamat, était semble-t-il mieux situé que Nagada. Ainsi, le développement plus important de ce dernier site par rapport à Coptos au cours de la période prédynastique n'est pas clair : le fait que les plus importants sites de Haute-Égypte de l'époque (à l'exception d'Éléphantine qui est située sur une île) étaient situés sur la rive occidentale est peut-être une coïncidence, ou bien un avantage, par exemple topographique, que le temps a effacé est encore à découvrir.
Pendant la période prédynastique, le nome ne se réduisait pas à Nagada et Coptos : en effet, un certain nombre de cimetières et habitations ont été découverts, montrant que le nome était relativement densément peuplé : on peut noter les sites de Khattara et el-Khozam (probablement l'ancienne Ioushenshen). Cependant, ces sites se sont dépeuplés, aspirés par le développement de Coptos et Noubet dès la période thinite.
Si la pyramide provinciale située à Tukh, juste au nord de Nagada, montre l'importance de la région au tournant des IIIe et IVe dynasties, dès cette IVe dynastie, les villes de Coptos et Noubet, tout comme celle de Diospolis Parva (nome de la Bât), sont reléguées comme des centres provinciaux assez peu significatifs, Dendérah (nome du Crocodile) prenant le pas sur ces dernières. Thèbes (nome du Sceptre) prendra aussi le pas sur l'ensemble de la région à partir de la Première Période intermédiaire avec la XIe dynastie. Pendant cette Première Période intermédiaire, il est possible qu'el-Khozam soit devenu la capitale du nome : on y a en effet découvert les fausses-portes du nomarque local Ouser (en) et du surveillant de la Haute-Égypte Tjaouti. Par la suite, dès le début du Moyen Empire comme l'atteste la liste des nomes de Sésostris Ier, Coptos semble devenir la capitale du nome.
À la fin de la Deuxième Période intermédiaire, le site de Deir el-Ballas (en) situé près de Nagada servit de palais et de base militaire pour les campagnes militaires des derniers rois de la XVIIe dynastie ; comparé à la capitale Thèbes, ce site était en effet plus proche de la frontière nord du royaume thébain.

## Divinités locales

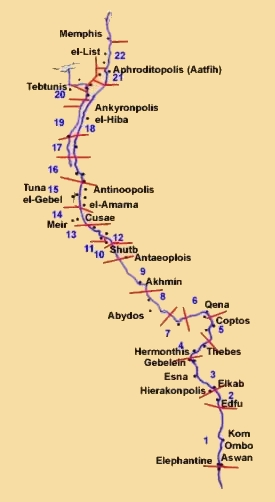
Les nomes de Haute-Égypte.

Les principales divinités du nome sont les suivantes:
- Seth dont le centre cultuel était situé à Noubet ; le fait que Seth soit le dieu de cette ville, l'une des trois plus importantes de Haute-Égypte pendant la période prédynastique, a peut-être mené au fait qu'il était considéré comme le second dieu dynastique après Horus[11],
- Min dont le centre cultuel était situé à Coptos[12],
- Haroëris et Héqet pour qui un temple était dédié à Apollinopolis Parva (Qûs)[13].

## Lieux principaux
- Ioushenshen
- Apollinopolis Parva (Qûs)
- Nagada
  - Tukh (pyramide de Nagada)
- Coptos
- Deir el-Ballas (en)